# Franz Nopcsa von Felső-Szilvás
Franz Nopcsa von Felső-Szilvás (também Nopcsa von Felsö-Szilvás, Barão Nopcsa, Ferenc Nopcsa, Nopcsa Ferenc, Barão Franz Nopcsa e Franz Barão Nopcsa) (3 de maio de 1877 - 25 de abril de 1933) foi um aristocrata, aventureiro, acadêmico e paleontólogo húngaro. Ele é amplamente considerado como um dos fundadores da paleobiologia e da albanologia.

## Vida
Nopcsa nasceu de uma longa linhagem de aristocratas húngaros em 1877 na Transilvânia, que na época fazia parte da Áustria-Hungria. Em 1895 a irmã mais jovem de Nopcsa, Ilona, descobriu ossos de dinossauros na propriedade da família em Szentpéterfalva, em Săcele, Transilvânia. Isto fez com que Nopcsa fosse matriculado na Universidade de Viena para estudar os ossos fossilizados. Ele avançou rapidamente em seus estudos; ele fez sua primeira palestra acadêmica aos vinte e dois anos.
Além dos répteis mesozóicos, Nopcsa tinha outra paixão: independência nacional para a Albânia, então uma mera província do Império Otomano turco-balcânico. Ele foi um dos poucos estrangeiros que se aventuraram nas áreas tribais hostis e montanhosas no norte daquele país. Ele logo aprendeu os costumes e dialetos albaneses.
Consequentemente, ele se tornou o líder da resistência nacionalista contra os turcos que ocupavam a região. Nopcsa fazia discursos entusiasmados e contrabandeava armas. Em 1912, os estados balcânicos juntaram forças para expulsar os turcos. Sendo bem sucedidos, os estados agora livres mergulharam imediatamente em conflitos internos. Todavia, fora destes conflitos, a Albânia apareceu como um estado independente. Numa conferência internacional com o objetivo de esclarecer o status da Albânia, Nopcsa foi inicialmente um candidato ao trono daquele país.
Depois, durante a Primeira Guerra Mundial, Nopcsa foi um espião da Áustria-Hungria. Ele também liderou um grupo de voluntários de guerra albaneses. No entanto, com a derrota da Áustria-Hungria no final da guerra, a Transilvânia nativa de Nopcsa foi cedida à Romênia. Como consequência, o barão de Felső-Szilvás perdeu suas propriedades e outras possessões. Forçado a conseguir emprego pago, ele se empregou como chefe do Instituto Geológico Húngaro.
Mas o exercício do cargo de Nopcsa no Instituto Geológico teve vida curta. Ele se transferiu para Viena com seu secretário e amante albanês de muito tempo, Bayazid Doda (também conhecido como Bajazid Elmas Doda), para estudar fósseis. Apesar disso, ele se deparou com dificuldades financeiras e estava distraído com seu trabalho. Para cobrir seus débitos, ele vendeu sua coleção de fósseis para o Museu de História Natural de Londres. Em pouco tempo Nopcsa ficou deprimido. Finalmente, em 1933, ele atirou fatalmente primeiro em seu amante e depois em si mesmo.
Nopcsa deixou para trás uma quantidade considerável de publicações científicas e diários privados. Os diários descrevem a figura de um homem complexo com grande intuição, mas sem a habilidade para compreender as causas dos outros. Sua devoção à causa dos albaneses contrastava com sua indiferença sociopática. Em seus diários ele calmamente escreveu sobre sua concorrência para se tornar rei da Albânia:
| “ | Sendo um monarca europeu reinante, eu não teria dificuldade em pedir os valores necessários para o casamento com uma rica herdeira albanesa aspirante à realeza, um passo que sob outras circunstâncias eu seria contrário a tomar. | ” |

## Contribuições à paleobiologia e à geologia
A principal contribuição de Nopcsa à paleontologia - e por conseguinte à "paleobiologia" - foi que ele foi um dos primeiros pesquisadores que tentaram "colocar carne sobreos ossos". Na época, quando os paleontólogos estavam principalmente interessados em montar ossos, ele tentou deduzir a fisiologia e o comportamento em vida dos dinossauros que ele estava estudando. Nopcsa foi o primeiro a sugerir que estes arcossauros cuidavam de suas crias e exibiam comportamento social complexo.
Outra das teorias de Nopcsa que estava à frente de seu tempo foi a de que as aves evoluíram de dinossauros terrestres que desenvolveram penas para correr mais rápido. Esta teoria encontrou apoio na década de 1960 e depois ganhou ampla aceitação, embora depois achados fósseis de dinossauros emplumados arborícolas sugerissem que o desenvolvimento do voo talvez fosse mais complexo do que Nopcsa prevera. Além disso, a conclusão de Nopcsa que pelo menos alguns répteis do Mesozóico eram de sangue quente é agora compartilhada pela maior parte da comunidade científica.
Nopcsa estudou intensivamente os dinossauros da Transilvânia, embora eles fossem menores que seus "primos" de outros lugares do mundo. Por exemplo, ele escavou saurópodes de seis metros de comprimento, um grupo de dinossauros que em outros lugares normalmente cresciam até 30 metros ou mais. Nopcsa deduziu que a área onde os restos foram encontrados era uma ilha (agora chamada de bacia Haţeg na Romênia) durante o Mesozóico. Ele teorizou que "recursos limitados" encontrados nas ilhas normalmente tem o efeito de "reduzir o tamanho dos animais" através das gerações, produzindo uma forma localizada de nanismo. A teoria de Nopcsa do nanismo insular é hoje amplamente aceite. Além disso, saurópodes pigmeus foram recentemente descobertos no norte da Alemanha (analisados por P. Martin Sander na revista Nature de 8 de junho de 2006).
Nopcsa também criou uma teoria sobre o dimorfismo sexual dos dinossauros. Entre outros, ele imaginou que espécies de hadrossaurídeos com cristas cranianas eram machos e aquelas sem cristas eram fêmeas. Ele juntou em casais Kritosaurus com Parasaurolophus, Prosaurolophus com Saurolophus e outros. Seus exemplos são se provaram verdadeiros, mas sua opinião de que o dimorfismo sexual estava presente entre os dinossauros foi provada (ver por exemplo o Lambeosaurus).
Como resultado dos estudos e publicações acima, Nopcsa é às vezes considerado como sendo o "pai" da paleobiologia moderna, embora ele originalmente definira o campo como "paleofisiologia".
Mas ele foi também um importante geólogo. Sem dúvida, Nopcsa foi um dos primeiros acadêmicos a estudar a geologia dos Bálcãs ocidentais, especialmente o norte da Albânia.
Em Portugal Nopcsa nomeou a icnoespécie Eutynichnium lusitanicum Nopcsa, 1923, com base nas pegadas de dinossauros terópodes do Jurássico Superior de Buarcos publicadas por Jacinto Pedro Gomes (1844-1916) mas sem desenvolver nem figurar.

## Contribuições aos estudos albaneses (albanologia)
Durante sua vida, Nopcsa publicou mais de cinquenta estudos científicos com respeito à Albânia, cobrindo uma ampla variedade de tópicos linguísticos, do folclore, da etnologia, da história e do kanun ( que é a lei convencional albanesa). Ele foi o principal especialista sobre a Albânia de sua época.
Após a morte de Nopcsa, vários de seus importantes manuscritos não estavam publicados. A parte sobre os estudos da Albânia terminaram nas mãos de Norbert Jokl, um renomado austríaco especialista em estudos albaneses. Naquela época, o material de Nopcsa consistiam de milhares de páginas de anotações, esboços e textos terminados. Subsequentemente, esta coleção passou a ser posse de Mid'hat Bey Frashëri, um diplomata albanês. Quando Frashëri foi forçado a fugir do país, o material de Nopcsa foi confiscado pelo regime comunista de Enver Hoxha. Finalmente, os manuscritos, desenho e textos finalizados de Nopcsa formaram o corpo principal da seção de estudos albaneses da Biblioteca Nacional da Albânia.